# Cintameva decolor
Cintameva decolor is een netvleugelig insect uit de familie van de gaasvliegen (Chrysopidae). 
De wetenschappelijke naam van de soort werd in 1936 als Cintameva decolor gepubliceerd door Longinos Navás. Het type is afkomstig uit Jiangxi in China. Dezelfde auteur publiceerde in 1914 de naam van een andere gaasvlieg, uit Ghana, als Chrysopa decolor. Als voor die laatste soort een combinatie in het geslacht Dichochrysa wordt gemaakt, zoals gebeurd is door H. Hölzel & P. Ohm in 2002, dan is een combinatie in dat geslacht voor Cintameva decolor niet meer mogelijk, ook al zou die eerder gemaakt zijn. Hetzelfde geldt wanneer beide soorten in het geslacht Pseudomallada worden geplaatst, zoals J.D. Oswald deed in Neuropterida species of the World (2007). Totdat een geldige nieuwe combinatie is gemaakt, of er een nomen novum is gepubliceerd, wordt deze soort hier in de geldige originele combinatie Cintameva decolor behandeld.